# Občina Rečica ob Savinji
Rečica ob Savinji je ena od občin v Republiki Sloveniji. Nastala je leta 2006 z izločitvijo iz občine Mozirje. Upravno središče občine je kraj Rečica ob Savinji.

## Naselja
Naselja v občini so:
Dol-Suha, 
Grušovlje, 
Homec, 
Nizka, 
Poljane, 
Rečica ob Savinji, 
Spodnja Rečica, 
Spodnje Pobrežje, 
Šentjanž, 
Trnovec, 
Varpolje, 
Zgornje Pobrežje.